# Fundação de Apoio ao Desenvolvimento Educacional de Montes Claros
La Fundação de Apoio ao Desenvolvimento Educacional de Montes Claros fu una società di pallavolo maschile brasiliana, con sede a Montes Claros.

## Storia
Il Fundação de Apoio ao Desenvolvimento Educacional de Montes Claros viene fondato nel 2008, ma inizia le proprie attività solo un anno più tardi, vincendo il Campionato Mineiro. Nella stagione 2009-10 debutta nella Superliga, chiudendo la stagione regolare al terzo posto e qualificandosi ai play-off, dove elimina il Brasil Vôlei Clube ai quarti di finale e l'Associação Social e Esportiva Sada in semifinale, per poi perdere in finalissima contro il Cimed Esporte Clube.
La stagione successiva si classifica quarto in regular season, ma viene eliminato dal Minas Tênis Clube nei quarti di finale. Nella stagione 2011-12 le cose non vanno meglio ed il FUNADEM si classifica al decimo e penultimo posto, restando fuori dai play-off scudetto. Al termine della stagione la società cessa di esistere per problemi di natura economica, dopo aver disputato appena tre stagioni nel campionato di massima serie brasiliano.

## Rosa 2011-2012
L'ultima rosa con la quale il FUNADEM ha preso parte alla Superliga Série A

## Palmarès
- Campionato Mineiro: 1

2009